# Zeynep Sever
Zeynep Kübra Sever Demirel (Iğdır, Turkije, 9 juli 1989) werd op 23 december 2008, tijdens een rechtstreekse uitzending op VT4 en RTL TVI, verkozen tot Miss België 2009. Sever werd geboren in  Iğdır, Turkije en emigreerde op twaalfjarige leeftijd naar België. Ze heeft een dubbele nationaliteit, zowel de Turkse als de Belgische. Ze woonde in Sint-Jans-Molenbeek en volgde een opleiding secretariaat & toerisme. Sever werd vooraf aan Miss België, Miss Brussel en nam eveneens enkele jaren daarvoor deel aan Miss Turkije.
Ze wil graag actrice worden en ziet in Monica Bellucci haar grote voorbeeld. In april 2009 verscheen ze samen met haar moeder op een affiche om aandacht te vragen voor de strijd tegen borstkanker. Op 28 mei 2009 gaf ze het startschot van Ik ga vreemd, een initiatief om oude en nieuwe Vlamingen samen te brengen rond de eettafel.
Tijdens de Miss Universe verkiezingen die op de Bahama's gehouden werd op 24 augustus 2009 eindigde ze op de twaalfde plaats.
Ze is in 2010 gehuwd met Volkan Demirel, doelman van Fenerbahçe. Het paar woont in Istanboel, Turkije.